# Тріш Бостром
Тріш Бостром (англ. Trish Bostrom; нар. 25 листопада 1951) — колишня американська тенісистка.
Найвищу одиночну позицію світового рейтингу — 37 місце досягла 1977, парну — 5 місце — 1975 року.
Найвищим досягненням на турнірах Великого шолома був півфінал в змішаному парному розряді.

## Фінали Туру WTA

### Парний розряд: 3 (0-3)
| Результат | Ранг | Дата                           | Турнір              | Покриття | Партнерка      | Суперниці                        | Рахунок  |
| --------- | ---- | ------------------------------ | ------------------- | -------- | -------------- | -------------------------------- | -------- |
| Поразка   | 1.   | Virginia Slims of Akron 1973   | Akron, США          | Килим    | Мішель Гердал  | Патті Гоган Шерон Волш           | 5–7, 4–6 |
| Поразка   | 2.   | Toyota Classic 1977            | Мельбурн, Австралія | Трава    | Кім Рудделл    | Івонн Гулагонг-Коулі Бетті Стеве | 3–6, 0–6 |
| Поразка   | 3.   | Virginia Slims of Seattle 1978 | Seattle, США        | Килим    | Маріта Редондо | Керрі Мелвілл Венді Тернбулл     | 2–6, 3–6 |